# 죄의 전가
개혁 신학에서 죄의 전가 (罪-轉嫁)는 아담의 죄가 모든 개별 인간의 장부에 귀속되는 것이다. 언약 신학의 틀에서 아담은 그의 모든 자손의 대표로 간주된다. 하느님에 의해 금지된 선악을 알리는 나무에서 열매를 먹는 그의 죄 많은 행동은 전인류에 결과를 가져 왔다. 이는 죄가 개인에게 전가되거나 적립된 것으로 설명된다. 죄를 지은 사람은 하느님의 법을 어겼기 때문에 하느님 앞에서 범법을 행한 것이며, 사후에 형벌을 받게 된다.
개혁주의 신학자들은 아담의 죄가 다른 사람들에게 어떻게 전해지는지를 설명하기 위해 몇 가지 이론을 제안했다. "즉각 대치" 견해는 아담이 죄를 지었을 때 모든 인류가 그 행위만으로 더 이상 고려하지 않고 죄를 지었다고 주장한다. "중간 대치" 관점에서, 인간은 아담의 행동 때문에 죄에 대한 경향을 물려 받았다. 최근 몇 년 동안 신학자들은 대치보다는 사회화와 성격 변형에 의한 원죄의 전파를 설명하기 시작했다.

## 참고 도서
- Murray, John (1959). 《The Imputation of Adam's Sin》. Phillipsburg, NJ: Wm. B. Eerdmans.